# 3205-ös mellékút (Magyarország)
A 3205-ös számú mellékút egy bő 20 kilométeres hosszúságú, négy számjegyű mellékút Jász-Nagykun-Szolnok vármegye és Heves vármegye határvidékén; Jászárokszállást köti össze a tőle keletre fekvő, kisebb településekkel.

## Nyomvonala
A 3203-as útból ágazik ki, annak a 16+650-es kilométerszelvényénél lévő körforgalmú csomópontból, Jászárokszállás központjában, délkelet felé. Kezdeti szakasza a Móczár Andor tér, majd a Köztársaság tér nevet viseli, ezt követően Rákóczi Ferenc utca néven folytatódik a belterület keleti széléig, amit nagyjából a második kilométere táján ér el. A város külterületén északról a Gyöngyös-patak szegődik mellé, és a közelében húzódik a Csörsz-árok is. 2,4 kilométer megtételét követően éri el Jászárokszállás keleti határszélét, onnantól Heves vármegye déli fekvésű területei között folytatódik.
Visznek a következő települése, melynek belterületét 3,4 kilométer után éri el, a Szabadság út nevet felvéve. Mintegy két kilométeren át kanyarog a faluban, ahol több nagyobb irányváltása is van, ennek ellenére a neve végig változatlan marad. Dél felé lép ki a községből, 7,3 kilométer után átszeli a Szarv-Ágy patakot, s kevéssel a nyolcadik kilométere előtt átlép Tarnaörs határai közé, melynek belterületét majdnem pontosan a tizedik kilométerénél éri el; előtte azonban még kiágazik belőle délnyugatnak a Jászdózsára vezető 3229-es út, illetve keresztezi még a Tarna folyását is. A belterületen az Erzsébet út, majd a Petőfi Sándor út nevet veszi fel, közben északkeletnek fordul, és így is hagyja el e települést, 11,8 kilométer után.
Erk határai között folytatódik, melynek lakott területét 12,7 kilométer megtétele után éri el; települési neve itt előbb Blaskovics út, majd Kolozsvári út. A 14. kilométerénél hagyja el a belterület északi szélét, a 16. kilométerétől pedig már zaránki területek között halad; e községen Fő utca néven húzódik végig. Utolsó, mintegy két kilométeres szakaszát Tarnaméra határai közt teljesíti, és e község belterületének északi részén ér véget, Mátyás király utca néven, beletorkollva a 3204-es útba, annak a 23+100-as kilométerszelvénye közelében.
Teljes hossza, az országos közutak térképes nyilvántartását szolgáló kira.kozut.hu adatbázisa szerint 21,384 kilométer.

## Települések az út mentén
- Jászárokszállás
- Visznek
- Tarnaörs
- Erk
- Zaránk
- Tarnaméra